# 100 mètres féminin aux championnats du monde d'athlétisme 1999
Navigation
Athènes 1997 Edmonton 2001
L'épreuve du 100 mètres féminin des championnats du monde d'athlétisme 1999 s'est déroulée les 21 et 22 août 1999 au Stade olympique de Séville, en Espagne. Elle est remportée par l'Américaine Marion Jones qui établit un nouveau record des championnats en 10 s 70.
La veille, Marion Jones avait déjà battu ce même record en remportant son quart de finale en 10 s 76, tandis qu'Inger Miller et Ekateríni Thánou battaient leurs records personnels avec 10 s 86. En demi-finale, ces dernières réalisent respectivement 10 s 81 et 10 s 83, Jones pour sa part prend le meilleur sur Gail Devers, qui réalise son meilleur temps de l'année en 10 s 94. En finale, Marion Jones est vainqueur en 10 s 70, son meilleur temps jamais réalisé en dehors de ses 10 s 65 obtenus en altitude à Johannesbourg. Son temps se décompose en 5 s 93 sur les 50 premiers mètres et 4 s 77 sur la seconde partie, avec un temps intermédiaire de 6 s 85 aux 60 mètres. Elle termine avec un mètre d'avance sur sa dauphine Inger Miller qui bat pour la troisième fois son record en trois courses. La Grecque Thánou prend la troisième place en 10 s 84, soit un centième de plus que son record établi deux heures plus tôt.

## Résultats

### Finale
| Rang               | Athlète                  | Pays       | Temps   | Réaction | Notes |
| ------------------ | ------------------------ | ---------- | ------- | -------- | ----- |
| Médaille d'or      | Marion Jones             | États-Unis | 10 s 70 | 0 s 120  | CR    |
| Médaille d'argent  | Inger Miller             | États-Unis | 10 s 79 | 0 s 129  | PB    |
| Médaille de bronze | Ekateríni Thánou         | Grèce      | 10 s 84 | 0 s 116  |       |
| 4                  | Zhanna Pintusevich-Block | Ukraine    | 10 s 95 | 0 s 135  |       |
| 5                  | Gail Devers              | États-Unis | 10 s 95 | 0 s 125  |       |
| 6                  | Christine Arron          | France     | 10 s 97 | 0 s 162  | =SB   |
| 7                  | Chandra Sturrup          | Bahamas    | 11 s 06 | 0 s 134  |       |
| 8                  | Mercy Nku                | Nigeria    | 11 s 16 | 0 s 152  |       |

### Demi-finales
| Rang | Athlète              | Pays        | Temps   | Notes |
| ---- | -------------------- | ----------- | ------- | ----- |
| 1    | Inger Miller         | États-Unis  | 10 s 81 |       |
| 2    | Ekateríni Thánou     | Grèce       | 10 s 83 | NR    |
| 3    | Chandra Sturrup      | Bahamas     | 11 s 02 |       |
| 4    | Mercy Nku            | Nigeria     | 11 s 11 |       |
| 5    | Liliana Allen        | Mexique     | 11 s 13 |       |
| 6    | Philomena Mensah     | Canada      | 11 s 26 |       |
| 7    | Petya Pendareva      | Bulgarie    | 11 s 28 |       |
| 8    | Natalya Safronnikova | Biélorussie | 11 s 33 |       |

| Rang | Athlète                  | Pays       | Temps   | Notes |
| ---- | ------------------------ | ---------- | ------- | ----- |
| 1    | Marion Jones             | États-Unis | 10 s 83 |       |
| 2    | Gail Devers              | États-Unis | 10 s 94 | SB    |
| 3    | Zhanna Pintusevich-Block | Ukraine    | 10 s 98 |       |
| 4    | Christine Arron          | France     | 11 s 04 |       |
| 5    | Debbie Ferguson          | Bahamas    | 11 s 12 |       |
| 6    | Savatheda Fynes          | Bahamas    | 11 s 15 |       |
| 7    | Andrea Philipp           | Allemagne  | 11 s 27 |       |
| 8    | Lauren Hewitt            | Australie  | 11 s 29 |       |

## Légende
Records et Performances
- AR : Record continental (area record)
- CR : Record des championnats (championship record)
- MR : Record du meeting (meet record)
- NR : Record national (national record)
- OR : Record olympique (olympic record)
- PR : Record paralympique (paralympic record)
- PB : Record personnel (personal best)
- SB : Meilleure performance personnelle de la saison (season's best)
- WL : Meilleure performance mondiale de l'année (world leader)
- WJR : Record du monde junior (world junior record)
- WR : Record du monde (world record)

Circonstances et Conditions
- DNF : N'a pas terminé (did not finish)
- DNS : N'a pas pris le départ (did not start)
- DQ : Disqualification (disqualification)
- NM : Aucun essai valable enregistré (No Mark)
- Q : Qualifié « directement » au prochain tour (ou à la prochaine compétition), lors d'une compétition majeure, grâce au classement ou à la réalisation des minima (automatic qualifier)
- q : Qualifié au prochain tour (ou à la prochaine compétition), lors d'une compétition majeure, grâce au repêchage ou à la réalisation de l'une des meilleures performances parmi celles des « non qualifiés directement » (grâce au meilleur temps ou à la meilleure distance par exemple) (secondary qualifier)